# Eucalyptodiplosis mcintyrei
Eucalyptodiplosis mcintyrei är en tvåvingeart som beskrevs av Peter Kolesik 2002. Eucalyptodiplosis mcintyrei ingår i släktet Eucalyptodiplosis och familjen gallmyggor.
Artens utbredningsområde är New South Wales. Inga underarter finns listade i Catalogue of Life.